# Bejou, Minnesota
Bejou là một thành phố thuộc quận Mahnomen, tiểu bang Minnesota, Hoa Kỳ. Năm 2010, dân số của thành phố này là 89 người.

## Dân số
- Dân số năm 2000: 94 người.
- Dân số năm 2010: 89 người.